# ثقب انفجاري

ثقب انفجاري بحري

الثقوب الانفجارية أو خيشوم الساحل (بالإنجليزية: Blowhole)‏، تنشأ الثقوب الانفجارية عند تضاغط الفعل الديناميكي للأمواج داخل الكهوف البحرية حينما يتصادف وجود أحد الشقوق أو الفواصل الرأسية داخل الكهف، فيعمل تضاغط فعل الأمواج على توسيع الشق أو الفاصل حتى تخرج المياه على هيئة رذاذ من سطح الأرض ، وتتمثل هذه الظاهرة الفريدة على شواطئ جزر الباهاما، وشواطئ منطقة صلالة بسلطنة عمان.

## معرض الصور

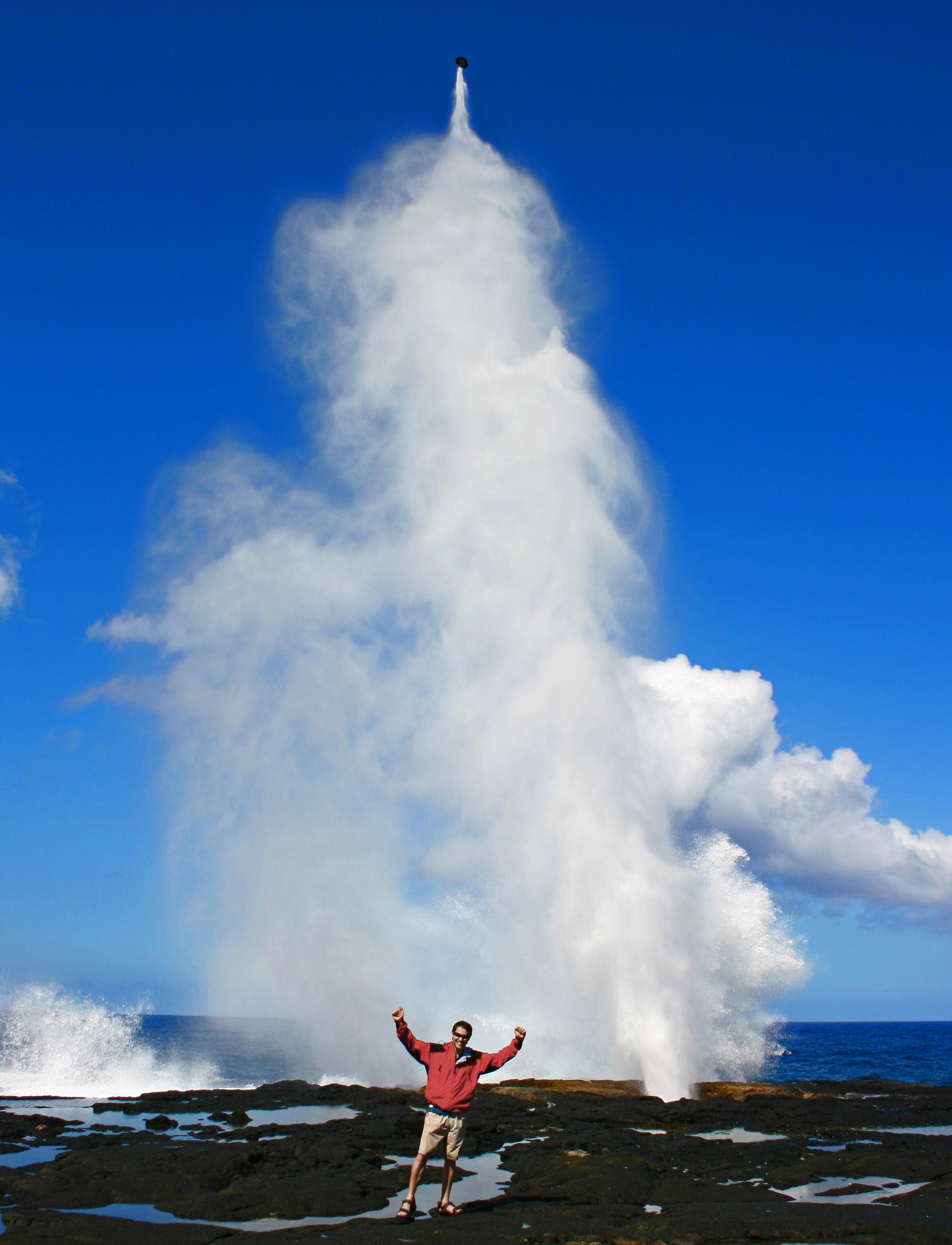
Alofaaga Blowholes on سافاي in ساموا
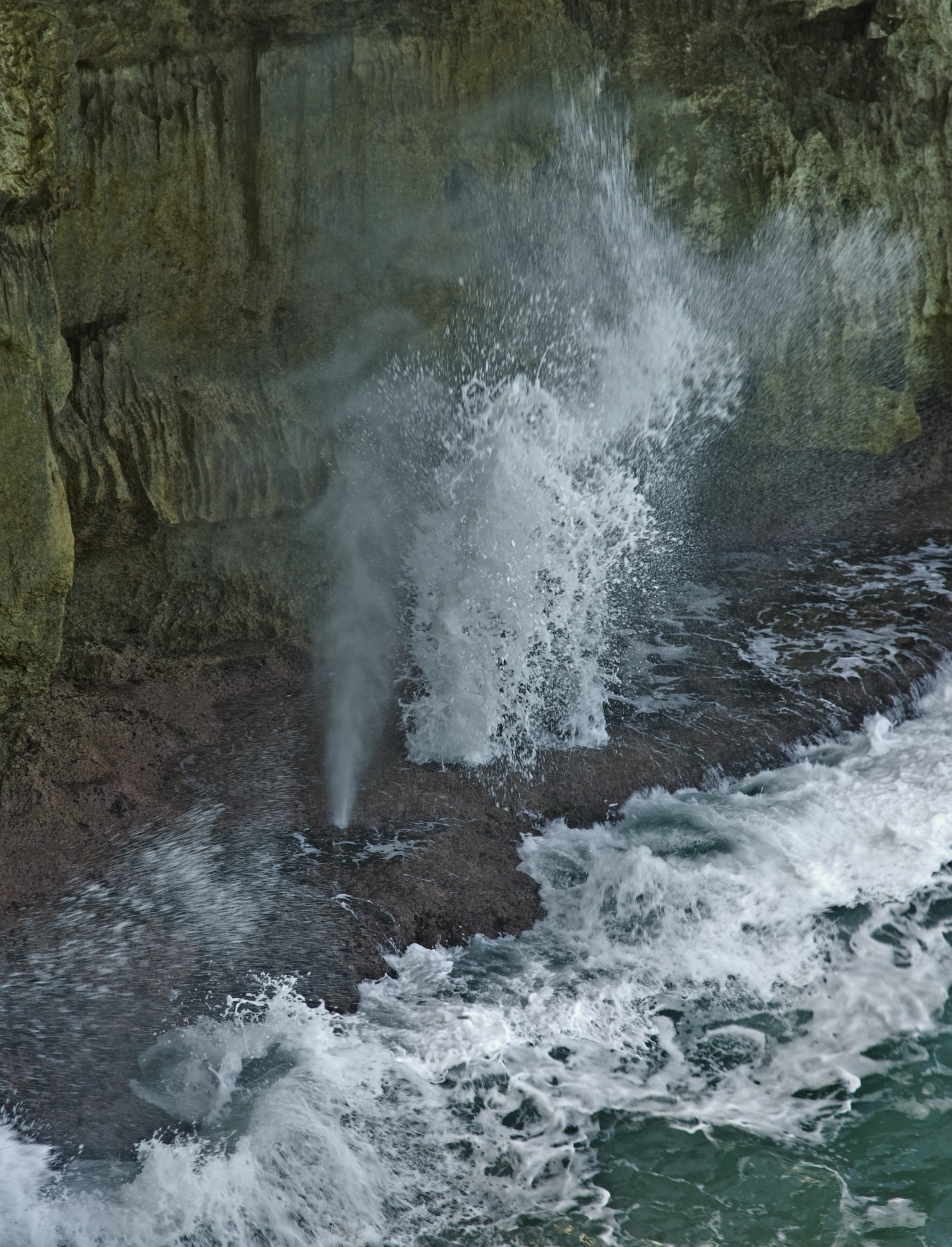
Blowholes, north coast of باربادوس
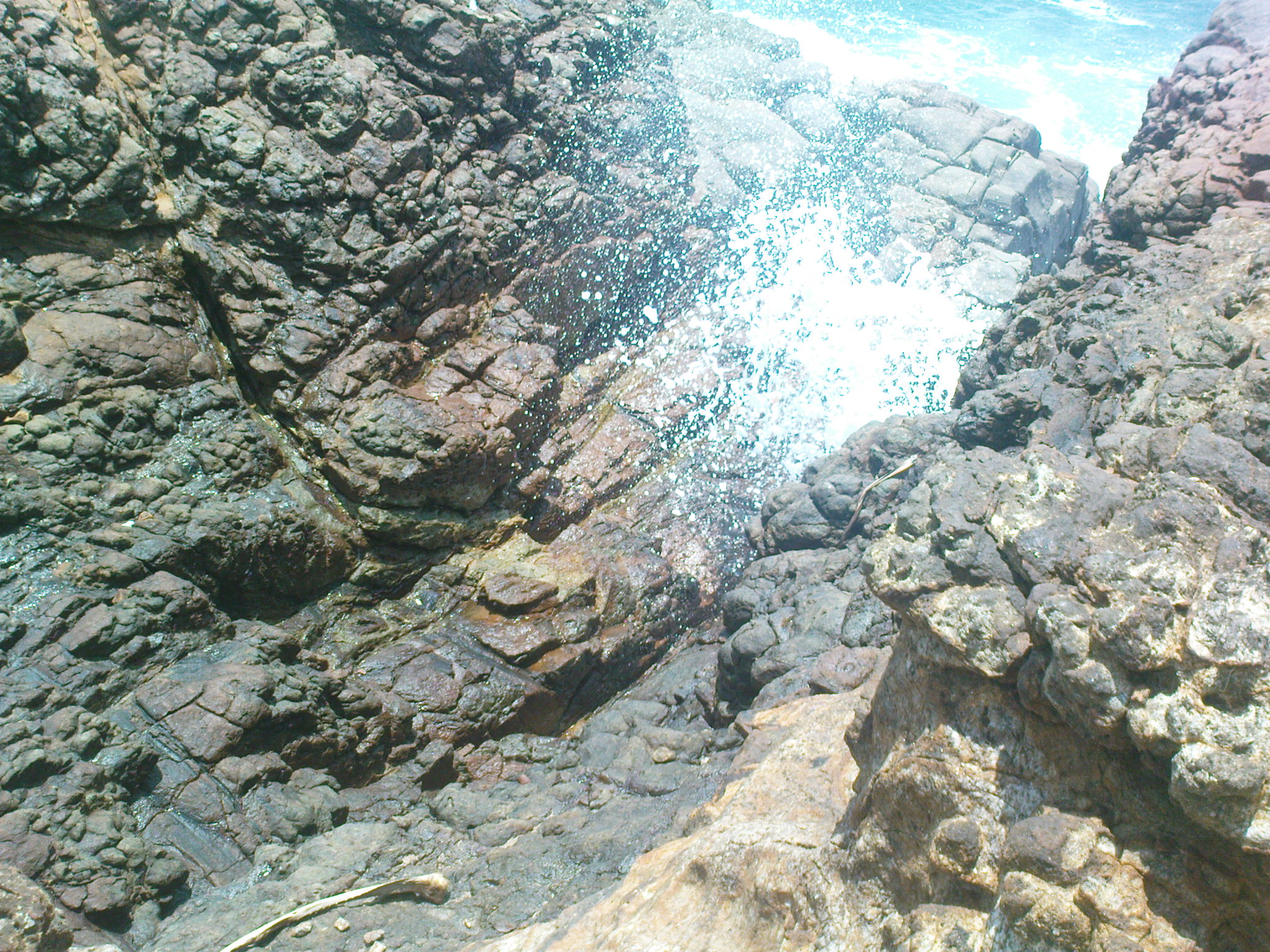
Hummanaya - A blowhole located in Southern Province, سريلانكا.
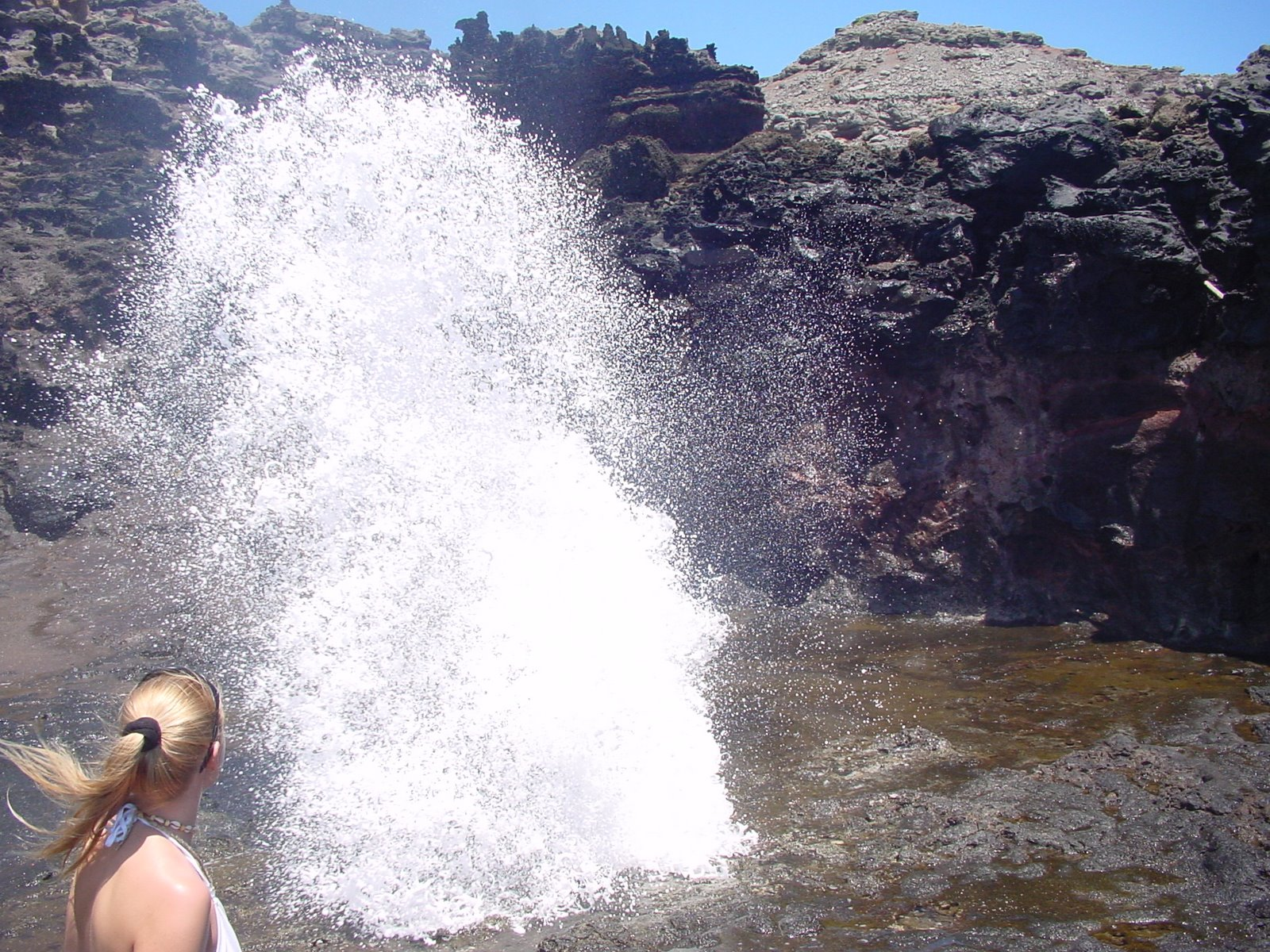
Nakalele blowhole, located near Nakalele Point in north western ماوي (جزيرة), Hawaii.